# Mała Pańszczycka Młaka
Mała Pańszczycka Młaka – torfowisko na niewielkiej równi w dolinie Pańszczycy w polskich Tatrach Wysokich. Znajduje się na wysokości około 1280 m po prawej stronie Pańszczyckiego Potoku. Ma powierzchnię około 0,3 ha.
Jest to jedno z kilku torfowisk znajdujących się w dolnym biegu Pańszczyckiego Potoku. Jest jeszcze Wielka Pańszczycka Młaka na lewym brzegu Pańszczyckiego Potoku i Wyżnia Pańszczycka Młaka u podnóży Ostrego Wierchu. Na zdjęciach lotniczych Geoportalu Mała Pańszczycka Młaka w 2016 r. jest już niemal całkowicie zarośnięta młodymi drzewami.